# أكوتي منساه
أكوتي منساه (بالإنجليزية: Akwety Mensah)‏ (15 أبريل 1983 بأكرا في غانا - ) هو لاعب كرة قدم غاني في مركز قلب الدفاع. لعب مع اتحاد الشرطة والنادي الأهلي والنادي المصري وليرس ونادي تليفونات بني سويف ونادي وادي دجلة.

## وصلات خارجية
- أكوتي منساه على موقع الاتحاد الدولي (مؤرشف)  (الإنجليزية)
- أكوتي منساه على موقع قاعدة بيانات كرة القدم.إي يو (الإنجليزية)
- أكوتي منساه على موقع Soccerway.com (الإنجليزية)